# Uppsala General Catalogue

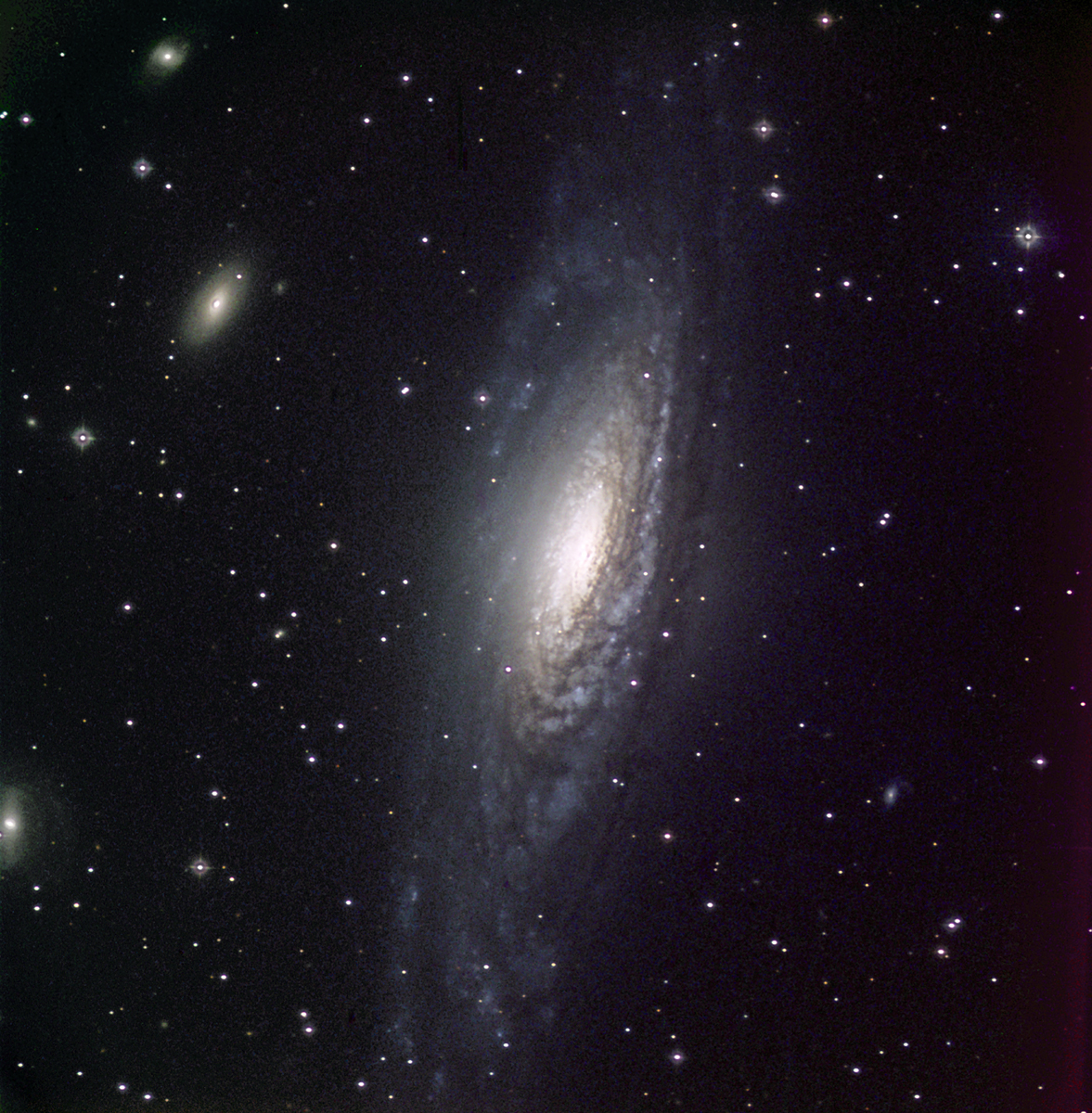
UGC 12113, és una galàxia espiral ubicada a la Constel·lació del Pegàs.

El Catàleg General de Galàxies d'Uppsala o Catàleg General Uppsala (UGC) és un catàleg publicat l'any 1973 que inclou 12.921 galàxies visibles des de l'hemisferi nord. Principalment amb una magnitud inferior a 14,5 i un diàmetre superior a 1,0 minut d'arc.
Està basat principalment en les Observacions del Cel de l'Observatori Palomar (POSS). Inclou totes les galàxies del "Catàleg de Galàxies i Cúmuls de Galàxies" (GCCG) de magnitud major a 14,5 i un diàmetre superior a 1,0 (algunes tenen diàmetres inferiors).